# La Sorollera
La Sorollera és una vila i municipi del Baix Aragó, històricament considerat del Matarranya. Per més divisions que es vulguin fer, des del punt de vista lingüístic i cultural, aquesta vila pertany històricament a la comarca del Matarranya. A més és a tocar de Mont-roig de Tastavins, d'on rep assistència eclesiàstica i altres serveis.
Segons els especialistes en toponímia, el nom de Sorollera prové d'una variant d'atzerola ben coneguda al País Valencià com a <sorolla>. Els del lloc afirmen que des dels temps més remots sempre han sentit dir que Sorollera ve de cerolla, <servera>. A principis de la segona dècada d'aquest segle els sorollerans van presentar l'escut i la bandera municipal, normalitzada per l'organisme de la Diputació General d'Aragó, que té autoritat sobre aquestes matèries.
La població, l'any 1280, ja surt esmentada en un recompte d'esglésies, però sembla que ja existia molt abans. Aquestes terres foren conquerides als sarraïns, allà pels voltants del 1160, per les tropes comandades per la família dels Torroja, que lluitaven sota la bandera del comte Ramon Berenguer IV. Per aquesta raó, l'any 1185 foren lliurades en feu l'arquebisbat de Tarragona. Per desinterès o per incompliment dels pactes, l'any 1209 el sobirà les lliurà a l'orde de Calatrava
Mont-roig mai no mantingué bones relacions amb les seves aldees, i aquestes, a poc a poc, s'anaren independitzant. La Sorollera aprofità l'ocasió durant la guerra contra Felip V. Des del principi, Mont-roig, com quasi tota la comarca, es declarà a favor de l'arxiduc d'Àustria, però la Sorollera es veié recompensada. L'any 1745 el rei Felip V, per la seva lleialtat, li concedí el títol de vila i la segregà de Mont-roig. Començava així un període de prosperitat per a la població. L'any 1762 veié acabada l'actual església parroquial, d'estil barroc, dedicat a la Mare de Déu del Remei. Durant el segle següent, el cens de la població sobrepassà els cinc-cents habitants, però amb l'arribada del segle XX aquest procés de prosperitat s'estroncà. Com moltes viles, en semblants condicions, començà a sofrir l'èxode rural.
L'any 1947, amb l'arribada dels guerrillers del maquí, la Guàrdia Civil, comandada pel general Pizarro, aplicà el mètode de la terra cremada. Incendià els pinars i molts masos foren abandonats. Davant la greu situació que es presentava, moltes persones decidiren emigrar cap a les grans ciutats. Més endavant, amb la tancada de les mines de carbó i de terra refractària, l'emigració encara fou més palesa. A la dècada dels noranta el cens de la vila arribà a 83 habitants i era la població amb menys habitants de tota la comarca. Eren molts els que pensaven que seria el primer poble que desapareixeria, però els sorollerans tragueren forces i es produí el miracle.
La gent s'associà en una cooperativa, reactivaren l'economia, aprofitant terres que havien quedat ermes i l'explotació de la ramaderia. Això propicià nous llocs de treball i la creació de noves fonts de riquesa. Tothom es conjurà perquè el poble no desaparegués i poder viure millor. Tornaren a obrir l'escola i la població començà a pujar. Al final de l'any 2007 el cens ja era de 121 habitants. Però el 2014 tornà a abaixar a 106 habitants.
Per anar endavant, els habitants de la Sorollera se les inventen totes. És el municipi de la província de Terol que té més automòbils matriculats per habitant. Com que l'impost municipal és barat, una empres de lloguer de cotxes té la seu a la població, amb més de tres mil vehicles censats.
S'hi va construir un centre de serveis amb el nom de la Vila, que té un hostal, un petit supermercat, un restaurant i un bar. Es va restaurar un antic forn i el van convertir en una gran local per a fer-hi reunions.

## Fills famosos
- Francisco Secanilla (1775-1832), sacerdot, músic i teòric musical.
- Pascual Andreu Grau (1858-1919) bandoler i guerriller.